# الله شکور پاشازاده
الله شکور پاشازاده (ترکی آذربایجانی: Allahşükür Hümmət Paşazadə) (زاده ۲۶ اوت ۱۹۴۹ / شهرستان لنکران، جمهوری سوسیالیستی آذربایجان شوروی، شوروی) شیخ‌الاسلام و ریاست اداره مسلمانان قفقاز را از سال ۱۹۸۰ میلادی تاکنون را برعهده دارد. وی بالاترین مقام قانونی دینی که وظیفه سازماندهی، حمایت و فتوا دادن به کلیه مسلمانان شیعه و سنی کشورهای قفقاز شامل قفقاز جنوبی، قفقاز شمالی، روسیه، گرجستان و مناطق خودمختار روسیه نظیر چچن، داغستان، قره‌چای و چرکس، کاباردینو-بالکاریا، آدیغیه، اینگوشتیا می‌باشد.
الله شکور پاشازاده عضو هیئت مدیره کنگره جهانی اسلامی، هیئت مدیره شورای اسلامی اوراسیا و تعدادی از دیگر سازمان‌های بین‌المللی است. وی از سال ۲۰۰۴ میلادی به یکی از روسای شورای ادیان کشورهای مستقل همسود انتخاب شده‌است. در ۲۱ نوامبر ۲۰۰۹، الله شکور پاشازاده به عنوان ۵۰۰ مسلمان مؤثر جهان اسلام شناخته شد.